# 大日ノ出崇揚
大日ノ出 崇揚（おおひので たかあき、1970年1月19日 - ）は、兵庫県宍粟郡千種町（現：兵庫県宍粟市）出身で立浪部屋所属の元大相撲力士。本名は西田 崇晃（にしだ たかあき）。最高位は西前頭9枚目（1999年5月場所）。

## 来歴

### 野球一筋から相撲へ
1970年1月19日に兵庫県宍粟郡千種町（現：兵庫県宍粟市）で、税理士として勤務している家に長男として生まれる。西田家の親戚に阪神タイガースの二塁手がいたために、千種町立千種南小学校3年生の時にリトルリーグへ入団、投手兼4番打者として活躍し、千種町立千種中学校では硬式野球部に所属した。
これまで野球一筋で活躍していたことで相撲の経験は全く無かったが、中学3年生の時に中学校側が試し半分で宍粟郡の相撲大会に出場したところ、順調に勝ち進んで兵庫県大会へ出場、さらに近畿大会で活躍したことで市川高等学校から勧誘された。野球では実力を認めてもらえず、試合にも出場させてもらえなかったことで相撲で認められたことが嬉しく、市川高等学校進学後は野球を辞めて本格的に相撲を始めた。高校では国民体育大会・全国高等学校相撲選手権大会に出場しては団体優勝に貢献したが、高校3年生で出場した国民体育大会の会場で日本大学相撲部から勧誘されたことで日本大学へ進学、全日本相撲選手権大会で活躍した。大学時代の同期には肥後ノ海、濱ノ嶋がいる。
大学卒業後は和歌山県庁への就職が内定していたが、大学4年生であまり活躍できなかったことから相撲への思いを絶つことが出来ず、大学時代の2年先輩だった大翔鳳昌巳の紹介で立浪部屋に入門し、1992年1月場所において幕下60枚目格付出で初土俵を踏んだ。四股名は本名に因んで「西田山」とした。1994年3月場所に四股名を「大日ノ出」に改めた。

### スロー出世～現役引退
高校・大学時代の活躍から幕下付出資格を得たことで出世は早いものと思われていたが、右膝の故障によって幕下中位で相撲を取ることが続いていた。1996年7月場所では6戦全勝と好調を維持していたが、もう1人の6戦全勝が同部屋の広瀬山（後の十両・双筑波）だったため、同場所13日目に行われた7番相撲は星違いの後藤（後の関脇・栃乃洋）との対戦が組まれた。この取組に敗れ、広瀬山も敗れたことで全勝がいなくなり、1敗力士9人による優勝決定戦となった。西田山は優勝決定戦でも敗れて優勝を逃すなど、ここ一番での取組に弱かった（この場所の幕下優勝は、7番相撲で広瀬山を破った金作であった）。
その後は右膝の具合も良くなったことで幕下上位まで番付を挙げ、得意とする左四つからの上手投げで勝利を重ね、1997年1月場所において新十両昇進を果たした。十両昇進は初土俵から所要30場所であった。十両には定着したものの惜しいところで敗れて負け越す場合が多く、十両下位と上位を往復する生活が2年ほど続いた。1999年1月場所ではようやく自己最高位となる東十両筆頭まで番付を挙げ、この場所を8勝7敗と辛くも勝ち越して新入幕を決め、史上1位となる所要43場所での新入幕を果たした。
一時は幕内に定着していたが、内臓疾患によって2000年1月場所を最後に十両陥落、内臓疾患の病状が悪化したことで同年7月場所を休場した後、同年9月場所では幕下陥落となった。日常生活には支障が無いまで回復したものの、この場所を全休したことで相撲を続けるには無理があると判断され、同場所限りで現役を引退した。同年12月15日に都内のホテルで断髪式が行われ、日大時代の恩師である田中英壽が止め鋏を入れた。引退後は日本相撲協会に残らずに実業家へ転身した。

## エピソード
- 幕下付出の初土俵から所要43場所での新入幕は、史上1位のスロー出世（当時）となった[1]。1999年3月場所には雅山哲士も同時に新入幕を果たしているが、雅山は1998年7月場所に幕下付出から所要4場所という史上1位タイのスピード出世での新入幕となり、幕下付出からの新入幕記録が最長の力士（大日ノ出）と最短の力士（雅山）が同時に新入幕を果たしたことで話題となった。両者はこの場所で対戦し、熱戦の末に雅山が勝利している。

## 主な成績
- 通算成績：262勝243敗27休 勝率.519
- 幕内成績：42勝48敗 勝率.467
- 通算在位：53場所
- 幕内在位：6場所

### 場所別成績
| | 一月場所 初場所（東京） | 三月場所 春場所（大阪） | 五月場所 夏場所（東京） | 七月場所 名古屋場所（愛知） | 九月場所 秋場所（東京） | 十一月場所 九州場所（福岡） |
| --- | ----------------------- | ----------------------- | ----------------------- | --------------------------- | ----------------------- | --------------------------- |
| 1992年 （平成4年） | 幕下付出60枚目 4–3      | 東幕下51枚目 4–3        | 西幕下39枚目 4–3        | 東幕下28枚目 5–2            | 東幕下17枚目 4–3        | 東幕下12枚目 3–4            |
| 1993年 （平成5年） | 西幕下19枚目 4–3        | 西幕下14枚目 2–5        | 西幕下32枚目 3–4        | 東幕下40枚目 4–3            | 西幕下31枚目 4–3        | 西幕下23枚目 5–2            |
| 1994年 （平成6年） | 東幕下13枚目 6–1        | 東幕下4枚目 3–4         | 東幕下10枚目 4–3        | 西幕下6枚目 3–4             | 東幕下11枚目 4–3        | 西幕下6枚目 4–3             |
| 1995年 （平成7年） | 西幕下2枚目 2–5         | 東幕下16枚目 4–3        | 東幕下12枚目 3–4        | 東幕下19枚目 3–4            | 東幕下27枚目 6–1        | 東幕下11枚目 4–3            |
| 1996年 （平成8年） | 東幕下6枚目 0–2–5       | 東幕下41枚目 休場 0–0–7 | 東幕下41枚目 4–3        | 東幕下32枚目 6–1            | 西幕下13枚目 5–2        | 東幕下6枚目 6–1             |
| 1997年 （平成9年） | 西十両12枚目 8–7        | 東十両10枚目 8–7        | 東十両7枚目 7–8         | 西十両9枚目 9–6             | 東十両4枚目 5–10        | 東十両9枚目 5–10            |
| 1998年 （平成10年） | 東幕下筆頭 4–3          | 西十両12枚目 9–6        | 西十両7枚目 7–8         | 東十両11枚目 9–6            | 西十両6枚目 8–7         | 東十両3枚目 8–7             |
| 1999年 （平成11年） | 東十両筆頭 8–7          | 西前頭13枚目 9–6        | 西前頭9枚目 6–9         | 東前頭14枚目 7–8            | 東前頭15枚目 8–7        | 東前頭13枚目 8–7            |
| 2000年 （平成12年） | 西前頭12枚目 4–11       | 東十両4枚目 6–9         | 東十両7枚目 6–9         | 東十両10枚目 休場 0–0–15    | 西幕下11枚目 引退 0–0–0 | x                           |
| 各欄の数字は、「勝ち-負け-休場」を示す。 優勝 引退 休場 十両 幕下 三賞：敢=敢闘賞、殊=殊勲賞、技=技能賞 その他：★=金星 番付階級：幕内 - 十両 - 幕下 - 三段目 - 序二段 - 序ノ口 幕内序列：横綱 - 大関 - 関脇 - 小結 - 前頭（「#数字」は各位内の序列） |                         |                         |                         |                             |                         |                             |

### 幕内対戦成績
| 力士名 | 勝数 | 負数 | 力士名   | 勝数 | 負数 | 力士名 | 勝数 | 負数 | 力士名   | 勝数 | 負数 |
| ------ | ---- | ---- | -------- | ---- | ---- | ------ | ---- | ---- | -------- | ---- | ---- |
| 蒼樹山 | 2    | 3    | 朝乃翔   | 1    | 3    | 朝乃若 | 3    | 0    | 皇司     | 2    | 1    |
| 大碇   | 0    | 1    | 小城錦   | 1    | 0    | 海鵬   | 3    | 2    | 巌雄     | 1    | 3    |
| 旭鷲山 | 1    | 1    | 旭天鵬   | 2    | 3    | 金開山 | 0    | 2    | 五城楼   | 1    | 0    |
| 琴龍   | 3    | 1    | 敷島     | 1    | 1    | 大善   | 2    | 1    | 隆乃若   | 1    | 0    |
| 玉春日 | 0    | 2    | 千代天山 | 1    | 2    | 寺尾   | 2    | 0    | 時津海   | 2    | 3    |
| 栃乃洋 | 1    | 1    | 栃乃和歌 | 1    | 0    | 濱ノ嶋 | 5    | 0    | 肥後ノ海 | 0    | 2    |
| 湊富士 | 0    | 2    | 雅山     | 0    | 1    | 燁司   | 2(1) | 0    | 若の里   | 0    | 1    |
| 若ノ城 | 0    | 3    | 和歌乃山 | 0    | 3    |        |      |      |          |      |      |

## 改名歴
- 西田山 崇晃（にしだやま たかあき）：1992年1月場所 - 1994年1月場所
- 大日ノ出 崇揚（おおひので - ）：1994年3月場所 - 2000年9月場所